# Marián Zeman
Marián Zeman (Bratislava, 7 juli 1974) is een voormalig Slowaaks profvoetballer die onder meer speelde voor de Nederlandse voetbalclub Vitesse.

## Clubcarrière
Als 18-jarige speler stroomde Zeman als jeugdspeler door naar de eerste selectie van toenmalig regerend landskampioen van Tsjecho-Slowakije, Slovan Bratislava. De centrale verdediger veroverde al vrij snel een basisplek en werd met Slovan Bratislava in 1994 en 1995 landskampioen van Slowakije. Na drie jaar vertrok Zeman naar de toentertijd Turkse tweedeklasser Istanbulspor.
Hier presteerde hij goed, waardoor Zeman voor aanvang van het seizoen 1997/98 naar Eredivisionist Vitesse vertrok. Zeman veroverde bij Vitesse mede door verschillende blessures nooit een basisplaats waardoor hij tweemaal verhuurd werd. Echter, zowel bij Grasshoppers als bij PAOK Saloniki was zijn verhuurperiode teleurstellend te noemen. Uiteindelijk besloot Vitesse niet door te gaan met Zeman. Zeman zou nog één jaar bij SC Beira-Mar in Portugal spelen om vervolgens het betaald voetbal te verlaten.

## Interlandcarrière
Zeman speelde tussen 1994 en 1998 28 wedstrijden voor het Slowaaks voetbalelftal, hij wist hierin tweemaal te scoren. Geen van zijn interlands waren op een groot toernooi, omdat Slowakije zich nimmer wist te kwalificeren. Hij maakte zijn debuut voor de nationale ploeg van zijn vaderland op 16 augustus 1994 in een vriendschappelijk duel tegen Malta (1-1). Ook Marek Penksa (Eintracht Frankfurt) en Ivan Kozák (FC Kosice) maakten in die wedstrijd voor het eerst hun opwachting.
| Interlanddoelpunten | Interlanddoelpunten | Interlanddoelpunten   | Interlanddoelpunten | Interlanddoelpunten | Interlanddoelpunten | Interlanddoelpunten |
| #                   | Datum               | Locatie               | Tegenstander        | Goal(s)             | Uitslag             | Wedstrijd           |
| ------------------- | ------------------- | --------------------- | ------------------- | ------------------- | ------------------- | ------------------- |
| 1                   | 9 mei 1996          | Helsingborg, Zweden   | Zweden              | 65'                 | 2–1                 | Oefeninterland      |
| 2                   | 22 september 1996   | Bratislava, Slowakije | Malta               | 37'                 | 6–0                 | WK-kwalificatie     |

## Statistieken
| seizoen | club              | competitie                        | duels | goals |
| ------- | ----------------- | --------------------------------- | ----- | ----- |
| 1992/93 | Slovan Bratislava | Eerste klasse (Tsjecho-Slowakije) | 16    | 0     |
| 1993/94 | Slovan Bratislava | Corgoň Liga                       | 18    | 2     |
| 1994/95 | Slovan Bratislava | Corgoň Liga                       | 27    | 2     |
| 1995/96 | Istanbulspor      | Lig A                             | 26    | 1     |
| 1996/97 | Istanbulspor      | Lig A                             | 30    | 1     |
| 1997/98 | Vitesse           | Eredivisie                        | 20    | 0     |
| 1998/99 | Vitesse           | Eredivisie                        | 13    | 0     |
| 1999/00 | Grasshoppers      | Super League                      | 13    | 1     |
| 1999/00 | Vitesse           | Eredivisie                        | 0     | 0     |
| 2000/01 | Vitesse           | Eredivisie                        | 13    | 0     |
| 2001/02 | PAOK Saloniki     | Alpha Ethniki                     | 4     | 0     |
| 2002/03 | Vitesse           | Eredivisie                        | 15    | 1     |
| 2003/04 | SC Beira-Mar      | SuperLiga                         | 24    | 2     |